# سياسة المحافظة في هونغ كونغ

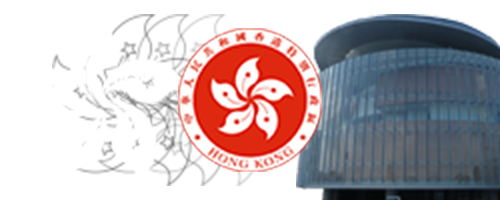

السياسة المحافظة لها جذور متأصلة في سياسة هونغ كونغ ومجتمعها. بوصفها تيارًا سياسيًا، تتمثل سياسة المحافظة بشكل عام في المعسكر الحالي الموالي لبكين، وهو أحد القوى السياسية الرئيسية في هونغ كونغ، خلافًا لليبرالية، وهي السمة العامة للمعسكر المناصر للديمقراطية. إضافة إلى ذلك، فقد أصبحت سياسة المحافظة اتجاهًا سياسيًا تبنته بعض الأحزاب السياسية الإقليمية.
تنحدر المحافظة السياسية في هونغ كونغ من التقاليد العائلوية والكونفوشية الصينية واستُدمجت في سياسات الحكومة الاستعمارية على يد الحاكم سيسيل كليمنتي في عشرينيات القرن العشرين في أعقاب تزايد الراديكالية والبلشفية. استمرت المشاعر المناوئة للشيوعية إلى ما بعد الحرب العالمية الثانية مع فرار موجات اللاجئين الصينيين إلى مستعمرة هونغ كونغ في الوقت الذي بسط الحزب الشيوعي الصيني سيطرته على بر الصين الرئيسي. تبنى المحافظون أيضًا الأفكار الليبرتارية بخصوص السياسات الاقتصادية، وأشادوا بهونغ كونغ بوصفها أكثر الاقتصادات حرية في العالم.
خلال الفترة الانتقالية، اشتركت النخبة الاقتصادية مع اليساريين التقليديين الموالين للشيوعية لمقاومة ازدياد مطالب الدمقرطة، وذلك لتأمين الاستقرار السياسي والازدهار الاقتصادي وفي نفس الوقت المحافظة على علاقات طيبة بالحكومة الصينية. اتسعت قاعدة التأييد الشعبي للسياسة المحافظة لتصبح العصب الأساسي في المعسكر الموالي لبكين حاليًا، الذي كان وما زال أحد أهم ما يدعم المنطقة الإدارية الخاصة، ويقوده بشكل غير مباشر رئيس هونغ كونغ التنفيذي.

## بواكير الحقبة الكولونيالية

### مبدأ عدم التدخل
باعتبار هونغ كونغ ميناء حرًا بمثابة البوابة إلى السوق الصينية الشاسعة، فقد اضطلع تجار هونغ كونغ مع النخبة الصينية المحلية المسمّاة الكومبرادور بدور ريادي في فرص الاستثمار والتبادل التجاري، إذ عملوا وسطاء بين الأوروبيين والسكان الأصليين في الصين وهونغ كونغ، باتباع مبدأ عدم التدخل من الليبرالية الكلاسيكية، الذي ساد في خطاب الفلسفة الاقتصادية في هونغ كونغ منذ ذلك الحين. من أجل هذا، صُنّفت هونغ كونغ على أنها أكثر اقتصادات العالم حرية على مدار السنوات الثمانية عشرة الماضية، وهو لقب منحتها إياه مؤسسة هيريتيج، مجمع تفكير في واشنطن، ولقيت هونغ كونغ أيضًا إعجابًا شديدًا من عالم الاقتصاد الليبرتاري ميلون فريدمان.

### السياسة المحافظة التقليدية
نظرًا إلى كونها مجتمعًا ذل غالبية صينية، يمكن تتبع التقاليد الثقافية المحافظة في هونغ كونغ إلى التعاليم الكونفوشية. إضافة إلى ذلك فقد حمى الحكم الكولونيالي البريطاني سياسة المحافظة التي اعتنقتها النخبة الصينية، في بدايات النظام الكولونيالي المتعاون بين النخب الصينية والمستعمرين البريطانيين. وفي سبيل تسهيل حكمها للشعوب المستعمَرة، ساهمت الحكومة الاستعمارية في تعزيز سلطات طبقة الأعيان لحماية القيم الثقافية المحافظة في أعقاب نشوء الحركات التقدمية المرتبطة بالقومية الصينية، مثل حركة الرابع من مايو في العام 1919 وحركة الثقافة الجديدة التي تلتها في العشرينيات من القرن العشرين في الصين.
مع تنامي قوة الحركات الماركسية والمناهضة للإمبريالية في الصين في عشرينيات القرن العشرين، التجأت النخب الصينية في هونغ كونغ إلى القيم والتعاليم الصينية التقليدية، وجاءت الحكومة الاستعمارية البريطانية لحماية «التقاليد الصينية». خلال إضراب كانتون هونغ كونغ بين العام 1925 و1926، الذي قادته حكومة الحزب القومي الصيني الكومينتانغ في غوانزو، أدت النخب الصينية بمن فيها الأعضاء غير الرسميين في مجلس هونغ كونغ التشريعي آر إيتش كوتوال وشوسون تشاو، أدت دورًا استشاريًا وتنظيميًا فعالًا في مساعي الإضراب. خاطب كوتوال حاكم هونغ كونغ سيسيل كليمنتي حاثًا إياه على فرض رقابة أوروبية على المدارس المحلية وشدد على ضرورة مراقبة الحكومة الاستعمارية الحثيثة للتربية المحلية، لأن تلك المدارس قد تحولت إلى «مرتع خصب للفتنة». تدخل كليمنتي بشكل مباشر في وضع مناهج اللغة الصينية التي أبرزت التعاليم الصينية التقليدية والمقرّة «للأخلاقيات الكونوفشية التي تعمل في الصين بوصفها أنجع ترياق للعقائد البلشفية الخبيثة، وما من شك أنها أفضل طرق التربية...». في العام 1927، أسست جامعة هونغ كونغ قسمًا صينيًا أسهم في صياغة منهاج صيني ليُصار إلى فرضه في مدارس هونغ كونغ. أُعيد تأكيد المناهج الصينية التقليدية في خمسينيات القرن العشرين عندما طوّعت الحكومة الاستعمارية القيم الصينية التقليدية لمواجهة التأثيرات الشيوعية.

## حقبة ما بعد الحرب العالمية الثانية

### نظام العائلوية النفعي
شهدت هونغ كونغ في أعقاب الحرب العالمية الثانية تدفقًا للاجئين الفارين من الثورة الشيوعية الصينية. أسهمت وفرة العمالة الرخيصة الناجمة عن ذلك في تحول هونغ كونغ نحو اقتصاد متقدم عالي الدخل محافظٍ على معدلات نمو (بنسبة تتجاوز 7% سنويًا). قفزت هونغ كونغ قفزات صناعية سريعة منذ منتصف الخمسينيات حتى نهاية التسعينيات من القرن العشرين عندما أصبحت هونغ كونغ أحد «النمور الآسيوية الأربعة». لشرح هذه «المعجزة الاقتصادية»، وظّف عالم الاجتماع لاو سيو كاي مفهوم «نظام العائلوية النفعي»، الذي يلخص التوجهات السلوكية العامة التي بدت جليّة لدى المهاجرين الصينيين في فترة ما بعد الحرب العالمية الثانية وخصوصًا ماديّتهم التي أهّلتهم للاضطلاع بدور الكائنات الاقتصادية المثالية. بالنسبة لهم، فقد سبق الدافع المنفعي ارتباطُهم بالقيم العائلوية الصينية التقليدية، وشرط وجود مسبق تمثل في «النظام الاجتماعي السياسي المتكامل بحده الأدنى» في المستعمرة بعد الحرب العالمية الثانية حيث يُنظر إلى الكيان السياسي والمجتمع بوصفهما منعزلين عن بعضهما، وباعتبار شعب هونغ كونغ ذا اهتمام أكبر بالعائلة أكثر منه بالسياسة، إذ يلجؤون إلى أفراد عائلاتهم طلبًا للعون، بدلًا من إثقال كاهل الحكومة بمتطلباتهم.

### عدم التدخل الإيجابي
يُعتقد أن المالية المحافظة قد أسهمت في نجاح هونغ كونغ في القرن العشرين. في العام 1971، صكّ وزير المالية جون كاوبيرتويت مصطلح «عدم التدخل الإيجابي»، الذي يتبنى مستويين منخفضين من التدخل الحكومي وفرض الضرائب، وفي الأوان ذاته يقدم هياكل أساسية تنظيمية ومادية مصممة لتسهيل عملية صنع القرار المستندة إلى السوق. واصل وزراء المالية اللاحقون تطبيق هذه السياسة، بمَن فيهم السير فيليب هادون كيف، الذي قال: «ينهض عدم التدخل الإيجابي على المبدأ القائل إنه عادة ما تبوء مساعي الحكومة بالفشل والضرر الذي يلحق بمستويات نمو الاقتصاد، وخصوصًا الاقتصاد الحر، في حال قررت التخطيط لتوزيع الموارد المتاحة للقطاع الخاص، وبإعاقة عمل قوى السوق»، رغم أنه صرح أن وصف مجتمع هونغ كونغ بتبني مبدأ عدم التدخل كان «متواترًا وغير دقيق».
في العام 1990 كتب ميلتون فريدمان أن اقتصاد هونغ كونغ لربما كان خير مثال على اقتصاد السوق الحرة. وقبيل وفاته في العام 2006، نشرت صحيفة وول ستريت جورنال مقاله «هونغ كونغ على خطأ، ما الذي كان كاوبيرتويت ليقوله؟» الذي انتقد فيه الرئيس التنفيذي لهونغ كونغ دونالد تسانغ بسبب تخليه عن مبدأ «عدم التدخل الإيجابي» وتخصيص نسبة لا تقل عن 20% من إجمالي الناتج المحلي للحكومة.
ظلت المالية المحافظةُ الفلسفةَ الاقتصادية السائدة في هونغ كونغ طوال تاريخها، واكتسبت عدة تسميات مثل «رأسمالية التوافق» (وزير المالية هيميش ماكليود 1991-1995)، و«تدخل الحد الأدنى، ودعم الحد الأعلى» (دونالد تسانغ)، و«عملية تمكين السوق الفعالة» (أنتوني ليونغ، في بدايات القرن الواحد والعشرين). اتبع وزير المالية جون زنغ مبدأ المالية المحافظة من العام 2007 حتى 2017.